# Honolulu Challenger 2012
L'Honolulu Challenger 2012 è stato un torneo professionistico di tennis maschile giocato sul cemento. È stata la 3ª edizione del torneo che fa parte dell'ATP Challenger Tour nell'ambito dell'ATP Challenger Tour 2012. Si è giocato a Honolulu negli USA dal 23 al 29 gennaio 2012.

## Partecipanti

### Teste di serie
| Nazionalità          | Giocatore      | Ranking* | Testa di serie |
| -------------------- | -------------- | -------- | -------------- |
| Giappone             | Gō Soeda       | 99       | 1              |
| Stati Uniti          | Bobby Reynolds | 115      | 2              |
| Giappone             | Tatsuma Itō    | 117      | 3              |
| Stati Uniti          | Alex Kuznetsov | 167      | 4              |
| Stati Uniti          | Michael Yani   | 177      | 5              |
| Taipei cinese        | Yang Tsung-hua | 178      | 6              |
| Giappone             | Yūichi Sugita  | 209      | 7              |
| Bosnia ed Erzegovina | Amer Delić     | 210      | 8              |

- Ranking al 16 gennaio 2012.

### Altri partecipanti
Giocatori che hanno ricevuto una wild card:
- Alex Kuznetsov
- Dennis Lajola
- Leo Rosenberg
- Jack Sock

Giocatori entrati nel tabellone principale come alternate:
- Blake Strode

Giocatori passati dalle qualificazioni:
- Takanyi Garanganga
- Kevin Kim
- Michael McClune
- Olivier Sajous

## Campioni

### Singolare
Gō Soeda ha battuto in finale  Robby Ginepri con il punteggio di 6–3, 7–6(5)

### Doppio
Amer Delić /  Travis Rettenmaier hanno battuto in finale  Nicholas Monroe /  Jack Sock con il punteggio di 6–4, 7–6(3)